# Langkap (Bangsalsari)
Langkap is een bestuurslaag in het regentschap Jember van de provincie Oost-Java, Indonesië. Langkap telt 7611 inwoners (volkstelling 2010).